# Араблу (Урмія)
Араблу (перс. عربلو) — село в Ірані, входить до складу дехестану Торкаман у Центральному бахші шахрестану Урмія провінції Західний Азербайджан.